# Pfarrkirche Weilbach (Oberösterreich)

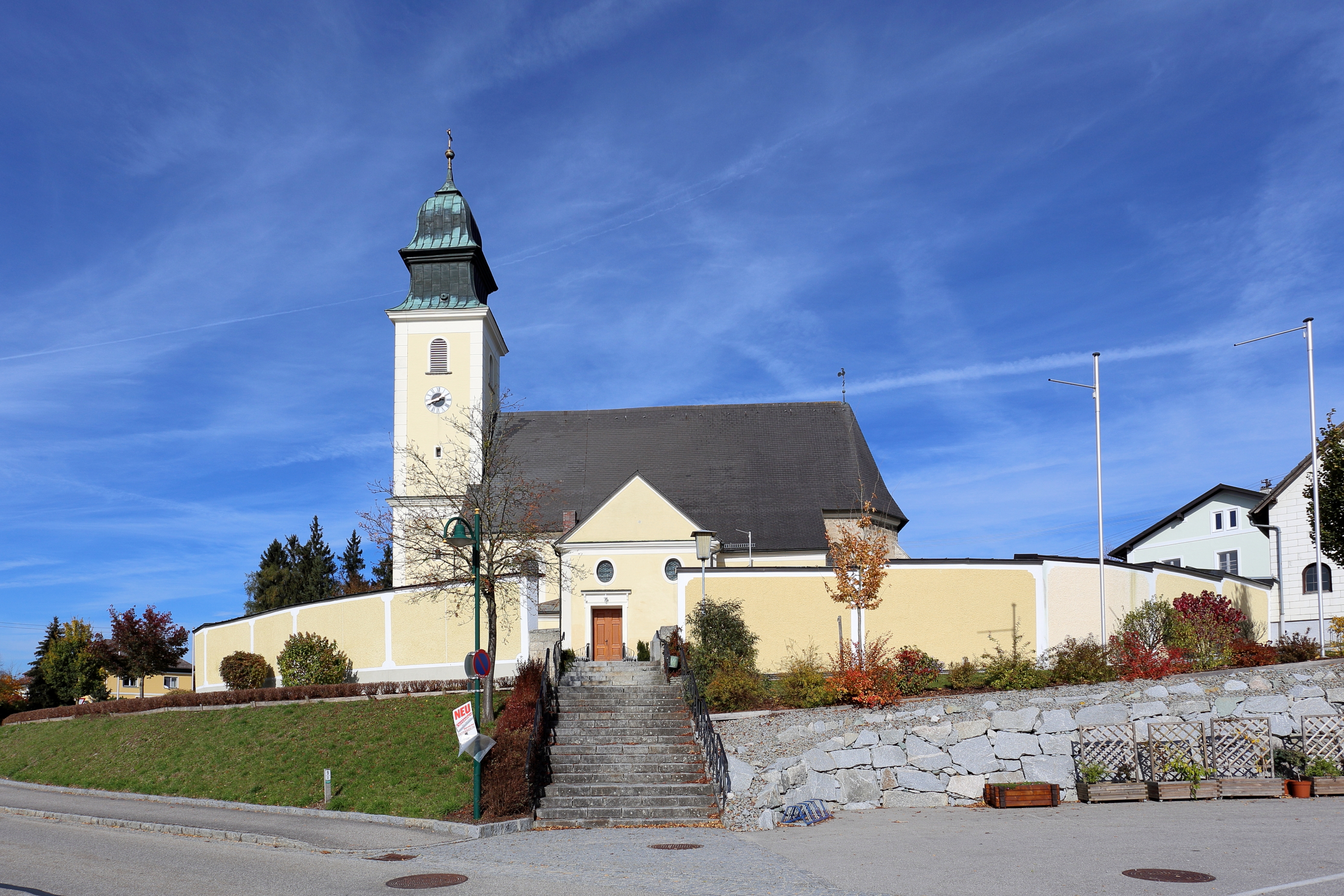
Kath. Pfarrkirche Mariä Himmelfahrt in Weilbach in Oberösterreich

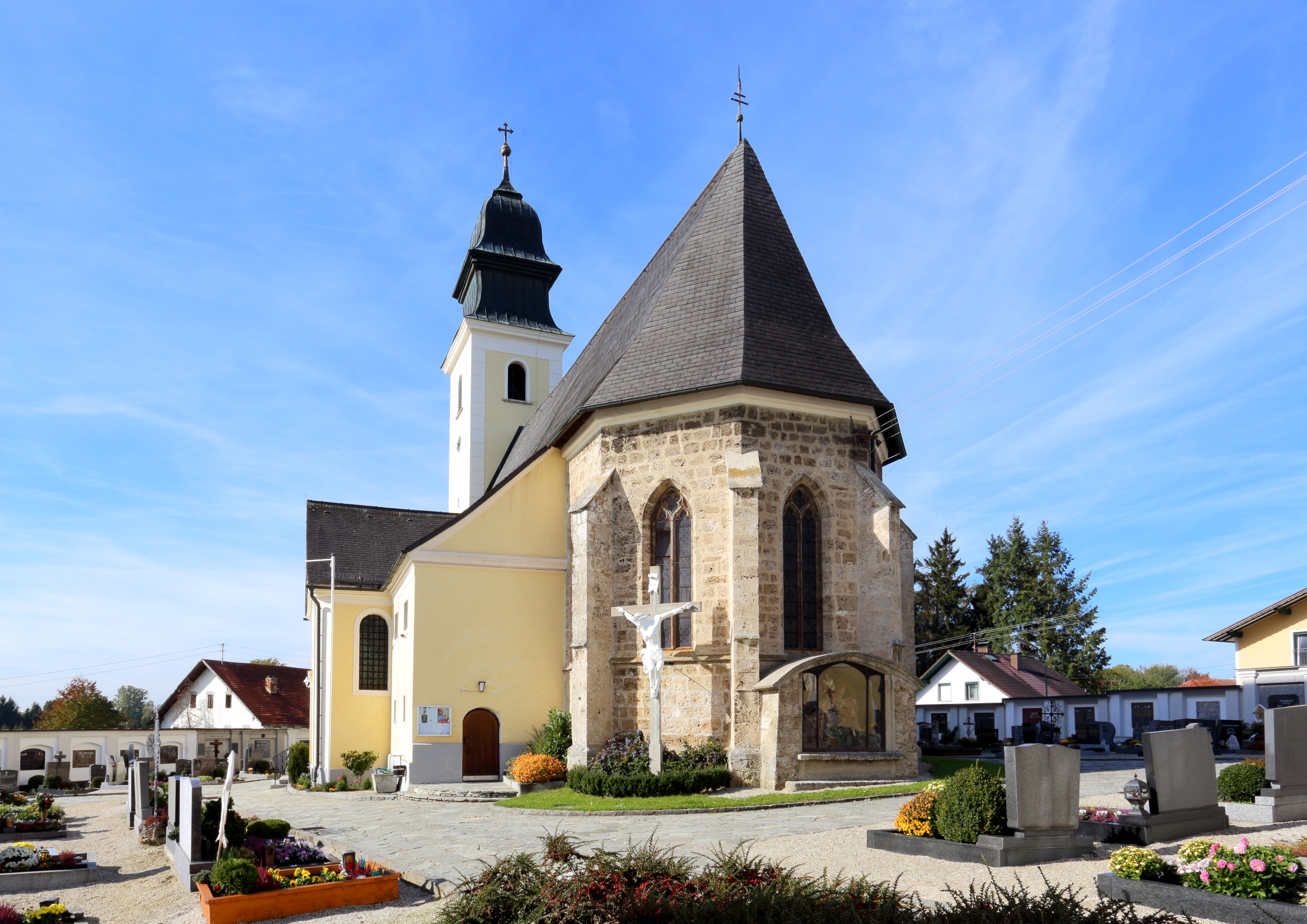
Südostansicht der kath. Pfarrkirche Mariä Himmelfahrt

Die Pfarrkirche Weilbach steht in der Gemeinde Weilbach in Oberösterreich. Die römisch-katholische Pfarrkirche Mariä Himmelfahrt gehört zum Dekanat Altheim in der Diözese Linz. Die Kirche und der Friedhof stehen unter Denkmalschutz.

## Geschichte
Eine Kirche wurde um 1120 urkundlich genannt.

## Architektur
Der gotische Kirchenbau aus Tuffstein hat ein spätbarockes zweijochiges stichkappentonnengewölbtes Langhaus aus 1775. Der gotische leicht eingezogene zweijochige netzrippengewölbte Chor hat einen Fünfachtelschluss. Das zweijochige südliche Seitenschiff mit einem Platzlgewölbe zeigt einen reichen Stuck aus dem zweiten Viertel des 18. Jahrhunderts. Die Westempore hat zwei Geschoße. Der Westturm trägt eine hohe barocke Haube um 1776/1784.
Außen am Chor ist ein Grabstein zum Vikar Siegmund 1420. Es gibt einen Wappengrabstein 1607. Die Friedhofsmauer hat teils eine Keilsteinabdeckung aus Tuffstein.

## Ausstattung

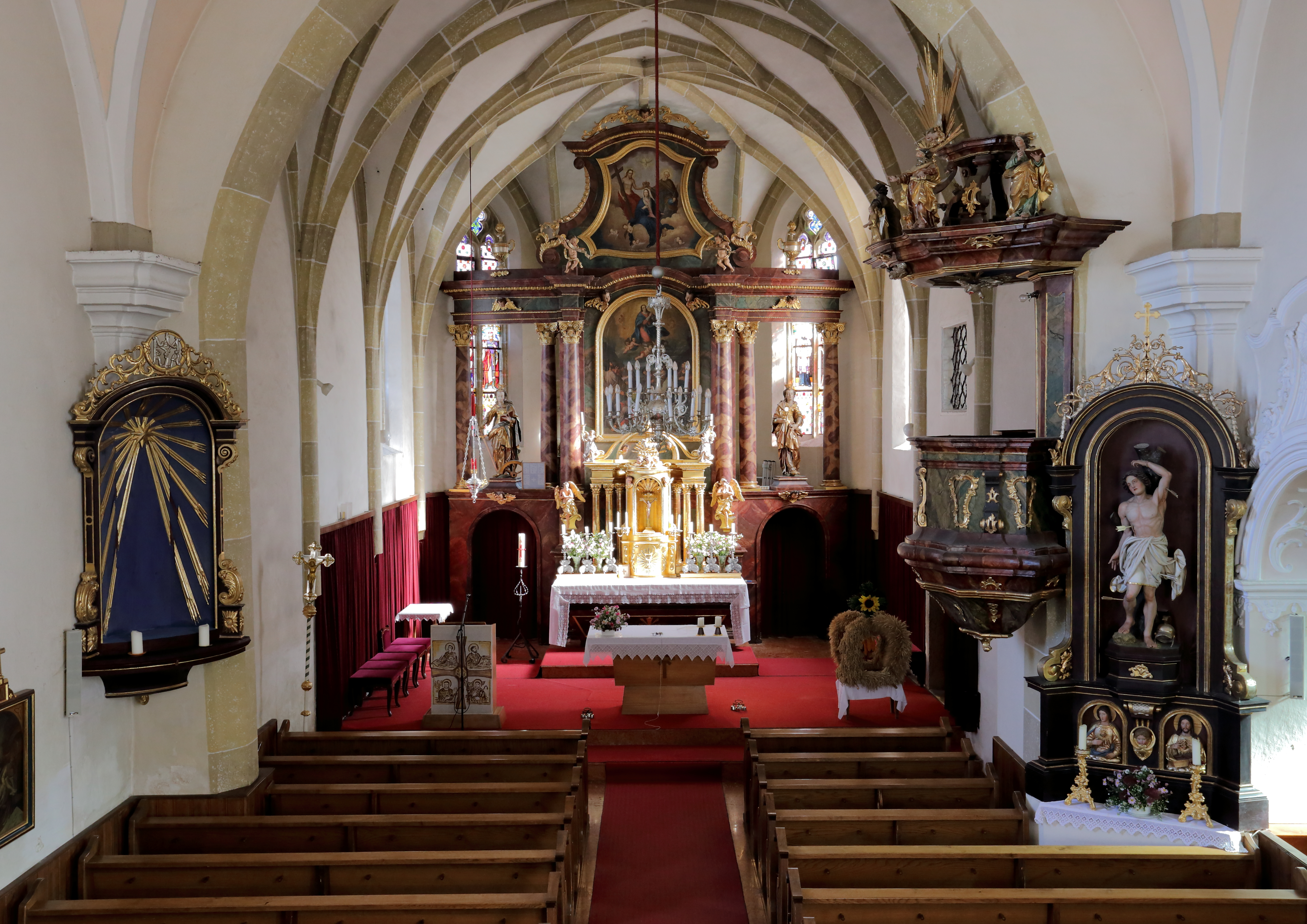
Blick in den Chorraum

Der Hochaltar in der spätbarocken-klassizistischen Tradition ist laut Inschrift aus dem Jahr 1845. Den Tabernakel mit Engelsfiguren schuf wohl Johann Peter Schwanthaler der Ältere und wurde 1938 restauriert. Die Seitenaltäre sind neu. Die Rokoko-Kanzel ist aus 1768. Der Altar aus dem dritten Viertel des 17. Jahrhunderts im Südschiff trägt Statuen in der Art des Thomas Schwanthaler, welche aus der Filialkirche Kleinmurham hierher übertragen wurden.